# Livesport Superliga
Die Livesport Superliga ist die höchste Spielklasse im Floorball (Unihockey) Tschechiens. 
1993 wurde die erste Saison der 1. liga (heute die Bezeichnung für die zweithöchste Spielklasse) mit zehn Mannschaften ausgespielt. 2005 wurde die Liga in Fortuna Extraliga, 2012 in AutoCont extraliga, 2015 in Tipsport Superliga, 2019 in Superliga florbalu und 2020 in Livesport Superliga umbenannt. Organisiert wird die Liga vom tschechischen Floorballverband Česká florbalová unie. 

## Modus
2024/25 spielen 14 Mannschaften in der Hauptrunde. Die besten zehn Mannschaften qualifizieren sich am Ende der Hauptrundensaison für die Play-offs, bei der dann letztendlich der Meister ermittelt wird. Die vier schlechtesten Mannschaften der Hauptrunde nehmen an den Play-outs teil. Der Verlierer des Play-out-Endspiels steigt in die 1. Liga ab, ein weiterer möglicher Auf- bzw. Absteiger wird in einer Relegation ausgespielt. 

## Mannschaften 2024/25
In der Saison 2024/25 sind 14 Mannschaften in der Livesport Superliga vertreten:
| Mannschaft                | Heimatstadt    |
| ------------------------- | -------------- |
| Tatran Střešovice         | Prag           |
| 1. SC Vítkovice           | Ostrava        |
| Florbal Mladá Boleslav    | Mladá Boleslav |
| Florbal Chodov            | Prag           |
| FBC Ostrava               | Ostrava        |
| Sparta Prag Florbal       | Prag           |
| FbŠ Bohemians             | Prag           |
| FBC Liberec               | Liberec        |
| Sokol Královské Vinohrady | Prag           |
| FBC Česká Lípa            | Česká Lípa     |
| Hurrican Karlovy Vary     | Karlsbad       |
| Sokoli Pardubice          | Pardubice      |
| Kanonýři Kladno           | Kladno         |
| Bulldogs Brno             | Brünn          |

## Meister
Vereinfachte Vereinsnamen ohne Sponsorenbezeichnungen. Erst zur Saison 1996/97 wurden die Play-offs eingeführt, daher gab es bis dahin nur eine Hauptrunde.
| Jahr | Meister                                | Vizemeister                            | Gewinner der regulären Saison |
| ---- | -------------------------------------- | -------------------------------------- | ----------------------------- |
| 1994 | Tatran Střešovice                      | FBC Ostrava                            | —                             |
| 1995 | Tatran Střešovice                      | FBC Ostrava                            | —                             |
| 1996 | 1. SC Vitkovice                        | FBC Ostrava                            | —                             |
| 1997 | 1. SC Vítkovice                        | Tatran Střešovice                      | Tatran Střešovice             |
| 1998 | Tatran Střešovice                      | 1. SC Vitkovice                        | Sparta Prag                   |
| 1999 | Tatran Střešovice                      | FBC Ostrava                            | FBC Ostrava                   |
| 2000 | 1. SC Vítkovice                        | Tatran Střešovice                      | 1. SC Vítkovice               |
| 2001 | Tatran Střešovice                      | Sparta Prag                            | Sparta Prag                   |
| 2002 | Tatran Střešovice                      | Torpedo Havířov                        | Tatran Střešovice             |
| 2003 | Tatran Střešovice                      | FBC Ostrava                            | FBC Ostrava                   |
| 2004 | Tatran Střešovice                      | FBC Ostrava                            | FBC Ostrava                   |
| 2005 | Tatran Střešovice                      | FBC Ostrava                            | Tatran Střešovice             |
| 2006 | Tatran Střešovice                      | FBC Ostrava                            | Tatran Střešovice             |
| 2007 | Tatran Střešovice                      | Torpedo Havířov                        | Tatran Střešovice             |
| 2008 | Tatran Střešovice                      | 1. SC Vitkovice                        | Tatran Střešovice             |
| 2009 | 1. SC Vítkovice                        | Tatran Střešovice                      | 1. SC Vítkovice               |
| 2010 | Tatran Střešovice                      | 1. SC Vitkovice                        | Tatran Střešovice             |
| 2011 | Tatran Střešovice                      | FBC Ostrava                            | Tatran Střešovice             |
| 2012 | Tatran Střešovice                      | 1. SC Vítkovice                        | Tatran Střešovice             |
| 2013 | 1. SC Vitkovice                        | Florbal Chodov                         | Tatran Střešovice             |
| 2014 | 1. SC Vítkovice                        | Tatran Střešovice                      | Tatran Střešovice             |
| 2015 | Tatran Střešovice                      | Florbal Mladá Boleslav                 | Florbal Mladá Boleslav        |
| 2016 | Florbal Chodov                         | 1. SC Vitkovice                        | Florbal Chodov                |
| 2017 | Florbal Chodov                         | Florbal Mladá Boleslav                 | Florbal Mladá Boleslav        |
| 2018 | Florbal Mladá Boleslav                 | 1. SC Vítkovice                        | Florbal Chodov                |
| 2019 | 1. SC Vitkovice                        | Florbal Mladá Boleslav                 | Sparta Prag                   |
| 2020 | Kein Meister wegen der Corona-Pandemie | Kein Meister wegen der Corona-Pandemie | Florbal Mladá Boleslav        |
| 2021 | Florbal Mladá Boleslav                 | 1. SC Vítkovice                        | Florbal Mladá Boleslav        |
| 2022 | Florbal Mladá Boleslav                 | 1. SC Vítkovice                        | Florbal Mladá Boleslav        |
| 2023 | Tatran Střešovice                      | 1. SC Vítkovice                        | Tatran Střešovice             |
| 2024 | Tatran Střešovice                      | Florbal Mladá Boleslav                 | Tatran Střešovice             |

### Statistik
| Mannschaft             | Titel |
| ---------------------- | ----- |
| Tatran Střešovice      | 18    |
| 1. SC Vítkovice        | 8     |
| Florbal Mladá Boleslav | 3     |
| Florbal Chodov         | 2     |